# Heliobletus contaminatus
A Heliobletus contaminatus a madarak (Aves) osztályának verébalakúak (Passeriformes) rendjébe és a fazekasmadár-félék (Furnariidae) családjába tartozó Heliobletus nem egyetlen faja.

## Rendszerezése
A fajt Hans von Berlepsch német ornitológus írta le 1885-ben.

## Alfajai
- Heliobletus contaminatus contaminatus Berlepsch, 1885
- Heliobletus contaminatus camargoi da Silva & Stotz, 1992[1]

## Előfordulása
Dél-Amerika középső részén, Argentína északi, Brazília déli és Paraguay keleti részén honos. Természetes élőhelyei a szubtrópusi és trópusi síkvidéki és hegyi esőerdők. Állandó, nem vonuló faj.

## Megjelenése
Testhossza 13 centiméter, testtömege 13–15 gramm.

## Életmódja
Ízeltlábúakkal táplálkozik.

## Természetvédelmi helyzete
Az elterjedési területe rendkívül nagy, egyedszáma ugyan csökken, de még nem éri el a kritikus szintet. A Természetvédelmi Világszövetség Vörös listáján nem fenyegetett fajként szerepel.